# Arne Næss

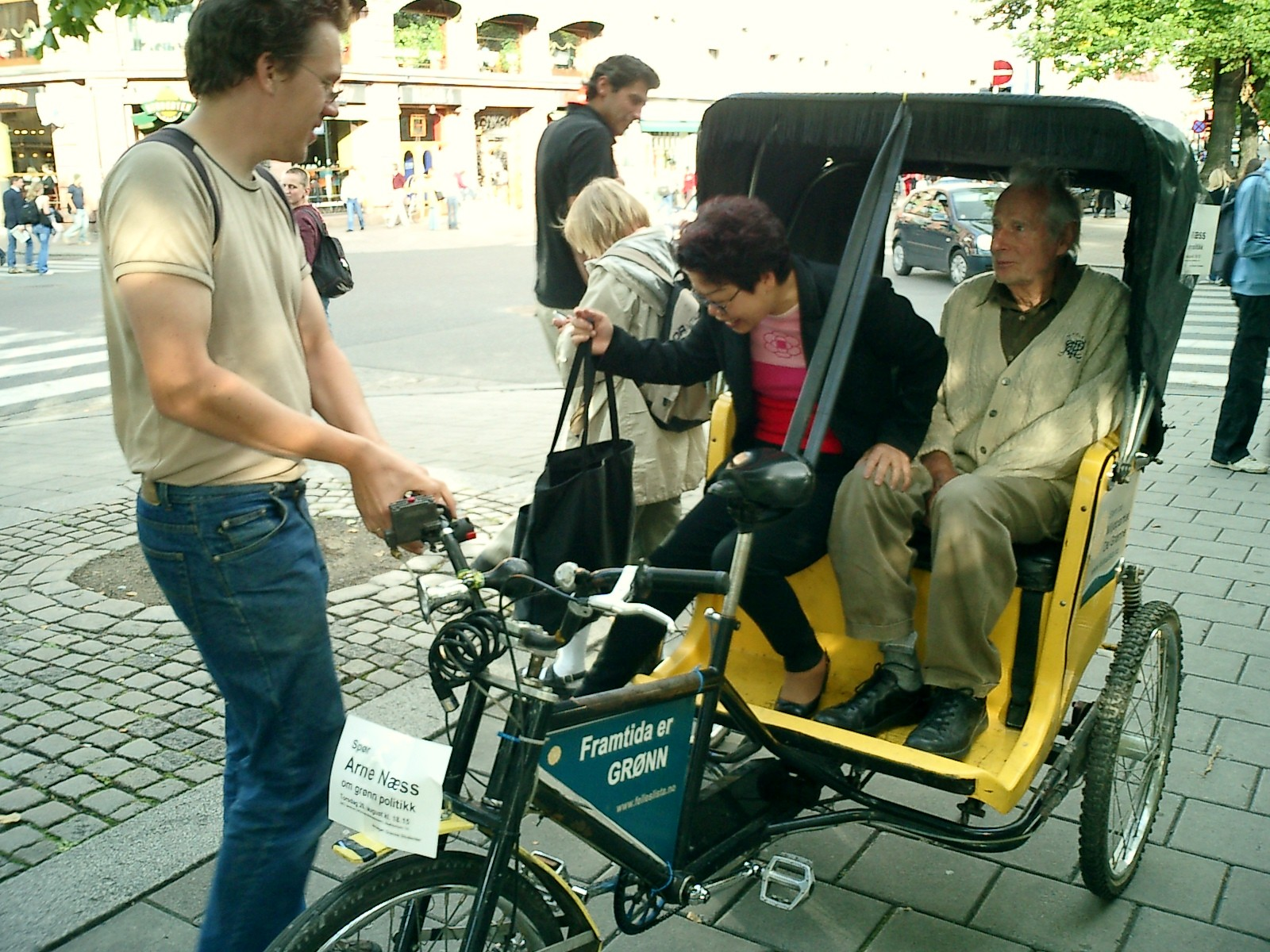
Arne Næss (2003)

Arne Næss (ur. 27 stycznia 1912, zm. 12 stycznia 2009 w Oslo) – norweski filozof i działacz społeczny, twórca głębokiej ekologii, alpinista.

## Życiorys
Næss ukończył filozofię na Uniwersytecie w Oslo w roku 1933, następnie studiował matematykę i astronomię w Paryżu i Wiedniu. Był członkiem Koła Wiedeńskiego. Doktoryzował się w Oslo w roku 1936 na podstawie rozprawy poświęconej epistemologii poznania naukowego. W roku 1939, mając 27 lat, został najmłodszym profesorem macierzystego uniwersytetu i jedynym profesorem filozofii w Norwegii.
Zajmował się filozofią nauki i języka, logiką, semantyką i psychoanalizą, rozwijał myśl Spinozy i Gandhiego. Jest autorem licznych książek i artykułów z dziedziny filozofii, ekologii i logiki, z których wiele stało się bestsellerami i podręcznikami akademickimi. Założył interdyscyplinarne pismo filozoficzne „Inquiry”.
W latach 60. i 70. XX wieku pod wpływem m.in. książki Rachel Carson „Silent Spring” stworzył teoretyczne zręby nurtu ekofilozoficznego „głęboka ekologia”.
Næss odrzucał antropocentryzm; różnorodność biologiczna była dla niego wartością samą w sobie.
W roku 1970 zrezygnował z pracy na uniwersytecie i poświęcił się działalności w ruchu ekologicznym. Brał udział w bezpośrednich działaniach na rzecz dzikiej przyrody. W 1970 r. wraz z Sigmundem Kvaloyem wziął udział w demonstracji przeciwko budowie elektrowni wodnej Mardalsfossen (Nesset), gdzie przykuł się do skał. W 1981 r. uczestniczył w protestach ekologów i społeczności Lapończyków przeciwko budowie tamy koło miasta Alta. Apelował również do rządu Nepalu o zachowanie dziewiczości masywu Gauri Sankar.
Kandydował w wyborach z ramienia norweskiej Partii Zielonych.
Był wielokrotnie nagradzany i odznaczany. Został Komandorem Orderu św. Olafa z gwiazdą (2005) oraz otrzymał m.in.:
- tytuł Doctor honoris causa Akademii Szwedzkiej (1972)
- Nansen Refugee Award(inne języki) za promocję nauki (1983)
- Mahatma Gandhi Prize for Non-violent Peace(1994)[5]
- Nagrodę Nordycką Akademii Szwedzkie (1996)
- Årets Peer Gynt(inne języki) za działalność społeczną, wyróżniającą Norwegię na arenie międzynarodowej (2004)

Jest bohaterem kilku filmów dokumentalnych, m.in. „Boxing Arne Naess”.
Naess gościł w Polsce na zaproszenie Pracowni na rzecz Wszystkich Istot w 1992 roku w ówczesnej siedzibie stowarzyszenia w Dolinie Wapienicy w Bielsku-Białej.
Jedna z jego ostatnich publikacji książkowych Filozofia życia to pochwała emocji i pluralizmu, nieskończonej złożoności, a także przyrody, która była dla niego niezwykle ważna.
W swojej twórczości i życiu, dawał wyraz przekonaniu, że możliwe jest zjednoczenie ludzkich wysiłków i podejmowanie działań w celu ratowania zagrożonego bogactwa przyrodniczego. A także, że nie są ważne przekonania religijne czy też filozoficzne, z których te wysiłki i działania wynikają.

## Ważniejsze prace
- Truth as conceived by those who are not professional philosophers (1938)
- Symbolic Logic (1961)
- Communication and Argument (1966)
- Gandhi and Group Conflict (1974)
- Ecology, Community and Lifestyle (1989)
- Hallingskarvet: The father of the good, long life (1995)
- Livsfilosofi, Natur och Kultur (2000)